# ФК Естудијантес Ла Плата
Фудбалски клуб Естудијантес Ла Плата (шп. Club Estudiantes de La Plata), познатији само као Естудијантес, аргентински је фудбалски клуб из Ла Плате. Наступа у Првој лиги Аргентине.
Клуб је основан 1905, а домаће утакмице игра на стадиону Хорхе Луис Ирши капацитета 32.230 места.
Естудијантес има 6 титула првака Аргентине, 1 куп, 1 лига куп Аргентине и 1 трофеј шампиона Аргентине (дуел првака и освајача лига купа), а имао је и међународних успеха, четири пута је освајао континентални Копа либертадорес и једном Интерконтинетални куп.

## Трофеји

### Национални
- Прва лига Аргентине (6): 1913. ФАФ, 1967. Метрополитано, 1982. Метрополитано, 1983. Насионал, 2006. Апертура, 2010. Апертура
- Примера Б Насионал (1) (2. ранг): 1994/95.
- Примера Б Метрополитана (2) (3. ранг): 1935, 1954.
- Интермедиа (1): 1911.
- Куп Аргентине (1): 2023.
- Лига куп Аргентине (1): 2024.
- Трофеј шампиона Аргентине (1): 2024.
- Куп Адријан С. Ескобар (1): 1944.
- Куп Генерал Педро Рамирез (1): 1945.
- Куп Адолфо Булрих (1): 1919.

### Међународни
- Копа либертадорес (4): 1968, 1969, 1970, 2009.
- Интерконтинентални куп (1): 1968.
- Копа интерамерикана (1): 1968.